# Kanton Montreuil-2
Der Kanton Montreuil-2 ist seit 2015 ein französischer Wahlkreis im Arrondissement Bobigny, im Département Seine-Saint-Denis und in der Region Île-de-France. Er besteht aus dem südlichen Teil der Stadt Montreuil.